# Boscarla mostatxuda
La boscarla mostatxuda, o buscarla mostatxuda a les Illes o xitxarra mostaxuda al País Valencià (Acrocephalus melanopogon), és un dels membres de la família dels acrocefàlids (Acrocephalidae), dins l'ordre dels passeriformes.

## Morfologia
- És una boscarla mitjana que fa 12-13.5 cm de llargària.
- És de color marró vermellós amb llistes més fosques, per sobre. Per sota és gairebé blanc.
- Coroneta molt fosca que contrasta amb la línia superciliar molt clara, i a sota una línia ocular també fosca.
- El bec és fort i punxegut.
- Sexes idèntics, com en la majoria de les espècies del gènere.

## Hàbitat i distribució
Aquest ocell viu entre la vegetació aquàtica vertical com els joncs i les canyes.
Es reprodueix a Europa meridional i zones temperades d'Àsia meridional amb uns pocs a l'Àfrica nord-occidental. És un ocell d'hàbits parcialment migratoris, de manera que els que crien al sud-oest d'Europa són sedentaris, els del sud-est hivernen a la zona mediterrània, i la raça asiàtica emigra a Aràbia i Pakistan.
Als Països Catalans crien, en nombre no gaire alt, en zones humides com ara s'Albufera de Mallorca (potser la major concentració) i l'Albufereta de Pollença (a Mallorca), s'Albufera de Son Saura (a Menorca), el Fondo d'Elx-Crevillent, l'Albufera de València i la marjal de Pego-Oliva (al País Valencià) i el delta de l'Ebre i els aiguamolls de l'Empordà (al Principat). En hivern, a aquestes aus residents, s'afegeixen un bon nombre d'individus migratoris.

## Reproducció
Fa el niu entre les canyes, els joncs o un arbust, on la femella pon 3–6 ous a mitjans d'abril i els cova durant 14–15 dies. En general és una espècie monògama (Leisler i Wink, 2000).

## Alimentació
Com la majoria de les boscarles, és insectívor. També menja cargols d'aigua.

## Llistat de subespècies
Se n'han descrit dues subespècies:
- Acrocephalus melanopogon melanopogon (Temminck, 1823)
- Acrocephalus melanopogon mimicus (Madarász, 1903)